# ليون كاس
ليون كاس (بالإنجليزية: Leon Kass)‏ هو طبيب وعالم أمريكي، ولد في 12 فبراير 1939 في شيكاغو في الولايات المتحدة.

## وصلات خارجية
- ليون كاس على موقع IMDb (الإنجليزية)
- ليون كاس على موقع الموسوعة البريطانية (الإنجليزية)